# Stig Sundqvist
Stig Sundqvist (19. juli 1922 - 3. august 2011) var en svensk fodboldspiller (angriber/midtbane) og -træner, der vandt bronze med Sveriges landshold ved VM 1950 i Brasilien. Han spillede alle svenskernes fem kampe i turneringen og scorede to mål undervejs. I alt nåede han at spille 11 landskampe og score tre mål.
På klubplan repræsenterede Sundqvist IFK Norrköping i hjemlandet, som han vandt adskillige svenske mesterskaber med. Han var desuden professionel i Italien hos AS Roma. Han vandt den svenske pokalturnering Svenska Cupen med AIK i 1950.

## Titler
Allsvenskan
- 1943, 1945, 1946, 1947 og 1948 med IFK Norrköping

Svenska Cupen
- 1944 og 1946 med IFK Norrköping